# Гней Кальпурний Пизон (консул 139 года до н. э.)
Гней Кальпурний Пизон или Луций Кальпурний Пизон (лат. Gnaeus/Lucius Calpurnius Piso; умер после 139 года до н. э.) — римский политический деятель из плебейского рода Кальпурниев Пизонов, консул 139 года до н. э. В источниках сохранились только отрывочные упоминания о нём.

## Биография
В источниках нет единого мнения о том, какой преномен носил консул 139 года до н. э. Гнеем его называет Кассиодор. У Валерия Максима, Идация, в Пасхальной хронике и Хронографе 354 года он упоминается как Луций. Германские антиковеды Вильгельм Друман и Фридрих Мюнцер считал более правдоподобной вторую версию, но в классическом справочнике римских магистратов, составленном Робертом Броутоном, фигурирует Гней. Ситуацию осложняет тот факт, что у этого Пизона были двое сородичей, относившихся к тому же поколению: Луций Кальпурний Пизон Фруги и Луций Кальпурний Пизон Цезонин, консулы 133 и 148 года до н. э. соответственно.
Пизон принадлежал к плебейскому роду Кальпурниев, происходившему согласно поздним генеалогиям от Кальпа — мифического сына второго царя Рима Нумы Помпилия (к Нуме возводили свои родословные также Пинарии, Помпонии и Эмилии). Детали остаются неизвестными; из-за лакуны в Капитолийских фастах неясно даже, какие преномены носили отец и дед Гнея/Луция. Надёжные упоминания о Пизоне относятся только к году его консулата. При этом, исходя из требований закона Виллия, установившего минимальные временные промежутки между высшими магистратурами, исследователи датируют самое позднее 142 годом до н. э. претуру Гнея/Луция.
В 139 году до н. э. Пизон занимал должность консула вместе с ещё одним плебеем — Марком Попиллием Ленатом. Последний отправился в Ближнюю Испанию, а о том, чем занимался на высоком посту Пизон, как и о его последующей судьбе, достоверно не известно ничего. В источниках Гней/Луций фигурирует только как один из магистратов-эпонимов. Впрочем, существует версия, что именно он упоминается в одном из эпиграфических источников как магистрат, который по поручению сената отправился на Крит, чтобы там положить конец пограничному конфликту между двумя общинами. Если эта гипотеза верна, отец консула 139 года до н. э. носил преномен Луций. Есть, правда, и альтернативная версия — о том, что на Крит ездил Луций Кальпурний Пизон Фруги.